# Griseosphinx corolla
Griseosphinx corolla is een vlinder uit de familie van de pijlstaarten (Sphingidae). De wetenschappelijke naam van de soort is voor het eerst geldig gepubliceerd in 1991 door Jean-Marie Cadiou & Ian Kitching.